# Guy de Wendel
Pour les autres membres de la famille, voir Famille de Wendel.
Guy René Pierre Alvaro de Wendel est un militaire, industriel et homme politique français né le 22 avril 1878 à Paris et mort le 6 avril 1955 à Paris.
Il a été un maître de forges de la famille de Wendel.

## Biographie

### Famille
Guy de Wendel est le fils de Robert de Wendel (1847-1903). Il est le frère de Charles de Wendel d'Hayange, né le 8 octobre 1871 au château de l'Orfrasière en Touraine, député au Reichstag pour représenter la Lorraine (actuel département de la Moselle), décédé en 1931 sans alliance, de Carmen de Wendel d'Hayange, née le 27 mars 1870 à Paris, épouse du duc de Maillé, et de Sabine de Wendel d'Hayange née le 18 septembre 1875, épouse du vicomte Louis de La Panouse, général de brigade. Il est le cousin de François de Wendel.
Le 25 décembre 1902, à Athènes, il épouse Catherine Argyropoulos (née le 25 décembre 1878 à Athènes, fille du colonel Alexander Argyropoulos, membre de la haute noblesse grecque, et d'Elena Soutzo). Leur fille Hélène épousera Anne-Jules de Noailles, fils d'Anna de Noailles.
Le couple s'installa dans le château du Tournebride qu'il avait fait construire en 1906 à Hayange. Il vivait au 15b rue de Francqueville lorsqu'il était à Paris.
Veuve en 1955, Catherine entre au Carmel de Paray-le-Monial le 4 juillet 1956 sous le nom de sœur Catherine de Jésus. Elle meurt le 2 décembre 1960 à Suresnes.

### Grande Guerre
Après des études au lycée Janson-de-Sailly et à l'école des hautes études commerciales de Paris, il est mobilisé comme sergent lors de la Première Guerre mondiale dans une formation automobile et passe à sa demande dans un régiment de cavalerie.
Promu sous-lieutenant en 1915, il est envoyé à l'état-major de la 8e armée et est nommé lieutenant en février 1917. Au mois de mars suivant, il passe dans l'infanterie à sa demande, avec le commandement d'une compagnie au 5e régiment d'infanterie. Il est récompensé de la Légion d'honneur le 14 juillet 1917 à la suite d'une contre-attaque à la bataille du Chemin des Dames et de la croix de guerre avec palme le 5 août de la même année.
Promu capitaine en mai 1918, il est nommé commandant d'un bataillon, combat dans l'armée Mangin le 18 juillet 1918, au Chemin des Dames en septembre et à la campagne des Flandres en octobre et novembre.
Son attitude lors de la guerre est distingué de six citations.

### Carrière

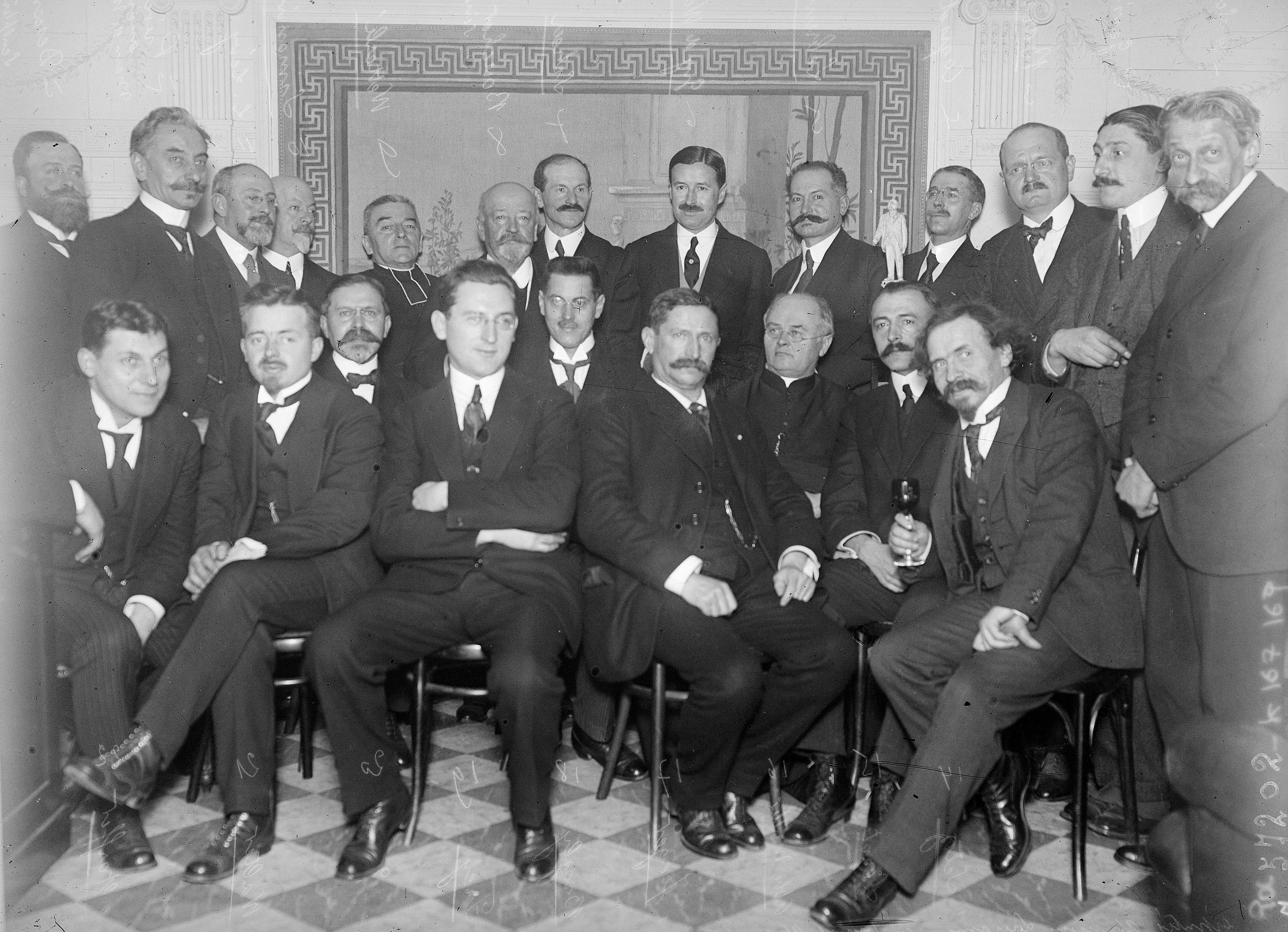
Photographie des députés alsaciens lorrains au journal Alsace Lorraine, dont Guy de Wendel (Agence Rol).

Il est à partir de 1919 gérant de la société "les petits-fils de François de Wendel et Cie" et devient administrateur de la Société anonyme des charbonnages de Beeringen et des mines d'Orange-Nassau.
Il est député de la Moselle du 16 novembre 1919 au 25 janvier 1927, étant réélu le 11 mai 1924 sur la liste de l'Union républicaine lorraine. À la Chambre basse, il est membre de diverses commissions, dont celle de l'assurance et de la prévoyance sociales, celle de l'armée, celle des mines et celle la force motrice et d'Alsace-Lorraine et s'inscrit à l'Union républicaine démocratique.
Le 29 mai 1921, il crée le Challenge De Wendel. Il s'agissait d'une ancienne compétition de football réunissant tous les clubs de Lorraine. Par la suite, le Challenge se nommera différemment et laissant place à l'ancienne Coupe de Lorraine de football avant de disparaître en 2016 pour mettre la nouvelle compétition des 3 anciennes ligues footballistique (Alsace, Lorraine et Champagne-Ardennes): la Coupe Grand Est de football.
Membre du conseil général de la Moselle depuis 1922 dans le canton de Hayange et il le préside de 1924 à 1936.
Le 9 janvier 1927, il est élu sénateur au premier tour, et obtient sa réélection le 16 octobre 1932, toujours au premier tour. Il siège au Sénat jusqu'au 31 décembre 1941.
En 1939, début de la Seconde Guerre mondiale, il est le seul sénateur à reprendre volontairement du service dans l'armée du général Giraud, au grade de lieutenant-colonel.
Contrairement au chef de famille, son cousin François de Wendel, il vota, le 10 juillet 1940, les pleins pouvoirs au maréchal Pétain.

## Distinctions
- Commandeur de la Légion d'honneur
- Officier de la Légion d'honneur
- Chevalier de la Légion d'honneur (1917)
- Croix de guerre 1914–1918, palme de bronze (5 août 1917)
- Croix de guerre 1939–1945
- Croix militaire
- Croix de guerre (Belgique)
- Commandeur de l'ordre de la Couronne d'Italie
- Commandeur de l'ordre du Phénix
- Commandeur de l'ordre de la Couronne de chêne
- Grand officier de l'ordre du Nil

## Postérité
- Stade Guy de Wendel, Serémange-Erzange

## Sources
- « Guy de Wendel », dans le Dictionnaire des parlementaires français (1889-1940), sous la direction de Jean Jolly, PUF, 1960 [détail de l’édition]